# 谭博文
谭博文（1939年9月—2013年2月27日），男，湖南桑植人，中华人民共和国政治人物，曾任内蒙古自治区政协副主席、统战部部长，第九届全国政协委员。

## 生平
1939年9月，谭博文生于湖南省桑植县谷罗山乡一个土家族农民家庭。
1960年3月，进入湖南师范大学中文系学习。
1993年5月至1996年11月，任内蒙古自治区中国共产党包头市委员会书记。
1996年11月至2001年2月，中国共产党内蒙古自治区委员会统一战线工作部部长。
1997年1月至2003年1月，任内蒙古自治区政协副主席。
2013年2月27日，因病于北京逝世。